# David Geffen
Pour les articles homonymes, voir Geffen.
David Geffen est un producteur de musique, de cinéma et de théâtre américain, né le 21 février 1943 à Brooklyn.
Il est surtout connu pour avoir créé Asylum Records en 1971 et Geffen Records en 1980. Il a également fondé la Geffen Film Company et est l'un des créateurs de DreamWorks SKG. En 2016, sa fortune est estimée à 6,8 milliards de dollars.

## Biographie
David Lawrence Geffen est né à New York, plus précisément à Borough Park à Brooklyn ; ses parents sont Abraham Geffen et Batya Volovskaya, Juifs immigrés aux États-Unis après s'être rencontrés en Israel.
David Geffen est entré à l'Université du Texas à Austin, mais sans poursuivre ses études jusqu'au bout.
Il a soutenu financièrement Bill Clinton[Quand ?], mais s'est depuis éloigné de lui.
De même, il a été un appui financier de Barack Obama.
David Geffen a fait partie des personnalités ayant agi financièrement pour empêcher l'aboutissement de la Proposition 8 (qui visait à interdire le mariage homosexuel) en Californie.
Il a été le sujet de l'un des documentaires de l'émission American Masters de PBS, intitulé Inventing David Geffen ; ce documentaire a été réalisé par Susan Lacy et diffusé pour la première fois le 20 novembre 2012.

## Vie privée
Geffen révéla publiquement son homosexualité en 1992. En 2007, le magazine Out lui attribua la première place dans leur classement des « cinquante personnalités gays les plus influentes des États-Unis ».
Considérant finalement le yacht Rising Sun trop grand pour ses besoins, Larry Ellison le lui revend en 2010, préférant acquérir le « plus modeste » Musashi de 87,8m. L'année suivante, David Geffen achète le Pelorus à Roman Abramovitch pour 300 millions de dollars.
La collection d’œuvres d'art de David Geffen est estimée, selon Wealth X, à 2,4 milliards de dollars. Il possède notamment des tableaux de Robert Rauschenberg et Jasper Johns. En 2006, il a vendu quelques-unes de ses toiles majeures comme Number 5 de Jackson Pollock et Woman III de Willem de Kooning.

## Anecdote
Lors de l'enregistrement du concert MTV unplugged de Nirvana, le 18 novembre 1993, juste avant la dernière chanson, Where did you sleep last night, Kurt Cobain évoque David Geffen. Cette chanson est une reprise de Leadbelly. Krist Novoselic dit qu'il faut faire une quête car « Kurt veut acheter la guitare de Leadbelly ». Ce à quoi Kurt Cobain répond que « ce gars représentant le patrimoine de Leadbelly veut [lui] vendre sa guitare pour 500 000 $ ». Il ajoute : « J'ai même personnellement demandé à David Geffen s'il pouvait me l'acheter ».